# John Berendt
Pour les articles homonymes, voir Berendt.
Œuvres principales
- Minuit dans le jardin du bien et du mal

John Berendt, né le 5 décembre 1939 à New York, est un écrivain américain, connu pour son roman à succès Minuit dans le jardin du bien et du mal (Midnight in the Garden of Good and Evil) qui sera finaliste au prix Pulitzer dans la catégorie General Nonfiction.

## Biographie
Berendt grandit à Syracuse (New York). Ses parents sont des écrivains. Il fait ses études à l'Université Harvard et obtient son diplôme en 1961 avant de se rendre à New York pour y commencer une carrière de journaliste.
Berendt devient éditeur associé au magazine Esquire de 1961 à 1969, éditeur du New York Magazine de 1977 à 1979 et rédacteur d'Esquire de 1982 à 1994.
Le succès de Berendt lui vient surtout grâce à son livre Midnight in the Garden of Good and Evil paru en 1994. Il y décrit des faits réels relatifs à un meurtre à Savannah (Géorgie). Le roman restera 216 semaines consécutives sur la liste des bestsellers du New York Times.
Le livre est adapté en 1997 au cinéma par Clint Eastwood sous le même nom. Kevin Spacey y interprète le rôle du meurtrier, Jude Law la victime et John Cusack interprète Berendt sous le nom de John Kelso. 
En 2005, Berendt publie le roman La Cité des anges déchus (The City of Falling Angels).